# 중관파
중관파(中觀派) 또는 중관학파(中觀學派, 산스크리트어: मध्यमिक madhyamika 마댜미카)는 용수(龍樹: 150~250)의 불교사상을 바탕으로 체계화된 인도 대승불교의 종파이다. 중관파는 유식유가행파와 더불어 인도 대승불교의 이대 조류를 이루었다. 중국 불교의 삼론종은 인도 불교의 중관파에 대한 중국측 명칭에 해당한다.

## 역사
고타마 붓다의 근본사상인 연기설(緣起說)을 공의 입장에서 해명하고 공의 사상을 철학적으로 기초지은 용수(龍樹: 150?~250?)는 후대의 불교에 깊은 영향을 주었다. 용수의 사상은 그의 제자인 제바(提婆 · Āryadeva: c. 170~270)와 제바의 제자인 라후라발타라(羅喉羅跋陀羅 · Rāhulabhadra · 라훌라바드라 · 羅睺羅 · Rahulata: 3세기) 등에게 계승되어 중관파라고 불리는 계통이 성립되었다.
중관파는 후일 6세기경에 공을 파악하는 방법이 서로 다름에 따라 불호(佛護 · Buddhapālita: c. 470~540) 계통의 쁘라상기까(Prasaṅgika)와, 이를 비판한 청변(清辨 · Bhāvaviveka · Bhavya: c. 490~570) 계통의 스바딴뜨리까(Svātantrika)의 두 파로 나뉘었다. 쁘라상기까는 한역하여 필과성공파(必過性空派) · 귀류논증파(歸謬論證派) · 구연파(具緣派) 등으로 불리었다. 스바딴뜨리까는 자재논증파(自在論證派) · 자립논증파(自立論證派) · 의자기파(依自起派) 등으로 불리었다.
한편, 스바딴뜨리까의 청변(c. 490~570)은 중관파와 함께 인도 대승불교의 2대 조류를 형성하고 있던 유식유가행파에 속한 호법(護法 · Dharmapāla: 530~561)과 동시대인이었는데 이들이 서로 논쟁한 것은 공유논쟁(空有論爭)이라고 하여 불교사에서 유명한 일이었다.
이후 불호의 쁘라상기까는 월칭(月稱 · Candrakīrti: 600~c. 650)과 적천(寂天 · Śāntideva: c. 650~760)에 의해 계승되었으며, 청변의 스바딴뜨리까는 적호(寂護 · Śāntarakṣita: c. 680~740)와 연화계(蓮華戒 · Kamalaśīla: c. 700~750)에 의해 계승되었다.

## 사상
중관파의 중심사상은 공이다. 유부(有部)의 법유(法有), 즉 모든 개개의 존재에는 그 자체를 성립시키고 있는 실체적인 자성(自性)이 있다고 하는 입장을 정면으로 비판하고, 현상계의 모든 존재는 그러한 자성이 없는, 즉 무자성(無自性) · 공(空)이기 때문에 현상이 성립되며 또 변화할 수 있는 것으로, 만일 법유의 입장에 서 있는 본질과 같은 것을 실체시(實體視)한다면 현상계의 성립과 변화는 설명할 수 없다고 중관파는 주장하였다.
이리하여 무자성(無自性)이고 공인 현상계의 개개 존재는 다른 존재와는 상의상대(相依相待) 위에서 성립되어 있다고 보았으며, 용수는 이것을 연기(緣起)라 불렀으며 공과 연기는 곧 제법실상(諸法實相: 현상계의 개개 만물의 실제 모습)인 중도(中道)라고 주장하였다. 용수의 이러한 주장은 그의 저서인 《중론송(中論頌)》에 아래와 같이 명확히 표현되어 있다.
| 諸法有定性。則無因果等諸事。如偈說。 眾因緣生法 我說即是無 亦為是假名 亦是中道義 未曾有一法 不從因緣生 是故一切法 無不是空者 眾因緣生法。我說即是空。何以故。 眾緣具足和合而物生。是物屬眾因緣故無自性。 無自性故空。空亦復空。但為引導眾生故。 以假名說。離有無二邊故名為中道。 是法無性故不得言有。亦無空故不得言無。 若法有性相。則不待眾緣而有。 若不待眾緣則無法。是故無有不空法。 | 각각의 법이 고정된 성품(定性)을 지니고 있다면 곧 원인과 결과 등의 모든 일이 없어질 것이다. 때문에 나는 다음과 같은 게송으로 설명한다. 여러 인(因)과 연(緣)에 의해 생겨나는 것이 법(法: 존재)이다. 나는 이것을 공하다(無)고 말한다. 그리고 또한 가명(假名)이라고도 말하며, 중도(中道)의 이치라고도 말한다. 단 하나의 법(法: 존재)도 인과 연을 따라 생겨나지 않은 것이 없다. 그러므로 일체의 모든 법이 공하지 않은 것이 없다. 여러 인(因)과 연(緣)에 의해 생겨나는 것인 법(法: 존재)을 공하다(空)고 나는 말한다. 왜 이렇게 말하는가? 여러 인과 연이 다 갖추어져서 화합하면 비로소 사물이 생겨난다. 따라서 사물은 인과 연에 귀속되는 것이므로 사물 자체에는 고정된 성품(自性 · 자성)이 없기 때문이다. 고정된 성품(自性 · 자성)이 없으므로 공(空)하다. 그런데 이 공함도 또한 다시 공한데, (이렇게 공함도 다시 공하다고 말할 수 있는 이유는, 사물이 공하다고 말한 것은) 단지 중생을 인도하기 위해서 가명(假名)으로 (공하다고) 말한 것이기 때문이다. (사물이 공하다고 말하는 방편과 공함도 공하다고 말하는 방편에 의해) "있음(有)"과 "없음(無)"의 양 극단(二邊)을 벗어나기에 중도(中道)라 이름한다. 법(法: 존재)은 고정된 성품(性 · 自性 · 자성)을 가지고 있지 않기 때문에 법(法: 존재)을 "있음(有)"이라고 말할 수 없다. 또한 법(法: 존재)은 공한 것도 아니기 때문에 법(法: 존재)을 "없음(無)"이라고 말할 수도 없다. 어떤 법(法: 존재)이 고정된 성품(性相 · 성상 · 自性 · 자성)을 가지고 있다고 한다면, 그 법은 여러 인과 연에 의존하지 않은 채 존재하는 것이 된다 (따라서 연기의 법칙에 어긋난다). 여러 인과 연에 의존하지 않는다면 (연기의 법칙에 어긋나므로 생겨날 수 없고, 따라서) 그 법(法: 존재)은 없는 것(존재할 수 없는 것)이다. (연기의 법칙에 의해 지금 존재하고 있는 것을 존재하고 있지 않다고 말하는 것은 자가당착이다. 이러한 모순이 일어나지 않으려면 다음을 대전제로 인정할 수 밖에 없다.) 그러므로 공하지 않은 법(즉, 연기하지 않는 존재 또는 고정된 성품을 가진 존재)이란 존재할 수 없다. 《중론(中論)》 4권 24장 〈관사제품(觀四諦品)〉, 대정신수대장경. CBETA. T30n1564_p0033b10(00) - T30n1564_p0033b22(04) |

용수는 공과 연기를 무아(無我)와 같은 의미로 해석하였는데, 연기와 무아는, 《중론송(中論頌)》의 불생불멸(不生不滅) · 불상부단(不常不斷)의 8불(八不)에 나타나 있는 것처럼, 상대적으로 대립하고 있는 여러 개념의 어느 한 편에만 집착하지 않는 입장에 선다 하여 중도(中道)라고도 불리며, 중관파라는 명칭은 여기에서 유래하였다.
중관파는 후일 공의 입장을 파악하는 방법의 상위(相違)에 따라 불호(佛護·Buddhapālita: 470-550)의 계통을 이어받은 쁘라상기까(Prasaṅgika)와, 이를 비판한 청변(淸辨·Bhavyaviveka: c. 500–c. 578) 계통의 스바딴뜨리까(Svātantrika)의 두 파로 나뉘었다. 불호는 공은 입장이 없는 입장에 있으며 타(他)를 파석(破析)함으로써만 표출(表出)할 수 있다고 주장한 반면, 청변은 공이란 적극적으로 스스로의 입장을 주장하는 것이라 했다.
쁘라상기까는 필과성공파(必過性空派) · 귀류논증파(歸謬論證派) · 구연파(具緣派) 등으로 한역되어 불렸고, 스바딴뜨리까는 자재논증파(自在論證派) · 자립논증파(自立論證派) · 의자기파(依自起派) 등으로 한역되어 불렸는데, 이 명칭들은 두 파의 입장 차이를 보여준다.
불호의 계통에서는 월칭(月称·Candrakīrti: 600~c. 650) · 적천(寂天·Śāntideva: c. 650~760) 등이 나오고, 청변의 계통에서는 관서(觀誓·Avalokitavrata: 7세기)가 나와 각기 용수의 《중론송》에 독자적인 주석을 가하였고, 후일의 대승불교에 큰 영향을 끼쳤다.

## 같이 보기
- 불성
- 유물론
- 유심론
- 나가르주나
- 공 (불교)

## 참고 문헌
- 이 문서에는 다음커뮤니케이션(현 카카오)에서 GFDL 또는 CC-SA 라이선스로 배포한 글로벌 세계대백과사전의 "중관파의 사상" 항목을 기초로 작성된 글이 포함되어 있습니다.